# Filippo Maria Casoni
Filippo Maria Casoni (Genova, 1662 – Genova, 3 giugno 1723) è stato uno storico italiano.

## Biografia
Poco dopo la nascita fu battezzato il 13 aprile 1662. Era il primogenito di Giovanni Michele e di sua moglie Maria Giacinta Cheri di Giacomo. I Casoni nel XVI secolo ricoprivano ruoli significativi nella Repubblica genovese, erano dottori o avvocati. Casoni non seguì la tradizione di famiglia tralasciando il ruolo di consulente legale e decidendo di diventare uno storico. Nel 1691 la tipografia di Antonio Casamara pubblicò il suo primo lavoro storico La vita del Marchese Ambrogio Spinola, l'espugnator delle Piazze, scritto da Filippo Maria in segno di gratitudine verso la famiglia Spinola, che patrocinava la sua famiglia. Il libro riscosse un buon successo presso i lettori, il che ha spinto l'autore ad approfondire la ricerca storica. Nel suo lavoro sulla nuova opera, Casoni ha utilizzato un archivio di famiglia e materiali non noti al grande pubblico.
Nello stesso anno del 1691 si innamorò di Apollonia Acquarone, una ragazza di una ricca famiglia patrizia, i cui genitori gli rifiutarono la mano di sua figlia. Quindi, con il consenso della sua amata, nel settembre dello stesso anno Casoni organizzò il suo rapimento. Poco dopo, su richiesta della famiglia Acquarone, fu arrestato e imprigionato nella fortezza di Torre. Nonostante fosse stato perdonato dalla famiglia Acquarone, il 4 marzo 1692, fu condannato a venti anni di prigione senza la possibilità di ottenere il perdono se non dai più alti giudici della repubblica. Anche la famiglia Casoni dovette pagare una multa. La sentenza severa si basava sia sull'uso di armi nel rapimento e l'avversione personale da parte di un membro del tribunale, Giambattista de Marini.
In detenzione Casoni si impegnò nella ricerca storica. Riuscì a scrivere la prima parte degli "Annali della Repubblica di Genova", coprendo il periodo dal 1508 al 1598. Nel dicembre 1692, la famiglia Casoni presentò una richiesta di grazia per lo storico, sottoponendo il suo manoscritto alla Corte Suprema della Repubblica perché fosse esaminato. L'indulto fu negato e il manoscritto fu bandito dalla pubblicazione, dichiarandolo anche "indipendente e veritiero". Solo quando Casoni si ammalò di tubercolosi, fu trasferito dalla sua cella in una stanza in un edificio normale. Nel febbraio del 1694, la famiglia presentò nuovamente una petizione per il perdono dello storico. Nell'agosto del 1695, la grazia fu concessa e, dopo aver pagato una multa di mille scudi d'argento al tesoro della repubblica, fu scarcerato.
Dopo la guarigione, Casoni tornò al lavoro come consulente legale, senza tralasciare lo studio della storia. Su richiesta della censura, apportò modifiche agli "Annali della Repubblica di Genova" e nel gennaio del 1697 presentò una richiesta di autorizzazione a pubblicare l'opera. Tuttavia, l'Inquisizione non prese in considerazione la sua petizione e non neanche gli rispose.
Alla fine di aprile del 1697 fu nuovamente arrestato per aver tentato di sposare segretamente una vedova inglese, Ann Mary Stistom, che era protestante. Nel maggio dello stesso anno, l'arresto fu revocato, e sposò la sua cara, sistemando tutte le formalità. Nel 1701 fu pubblicata la prima parte del suo saggio "La storia di Luigi il Grande", ma nel 1704 la censura proibì la pubblicazione della seconda parte del libro a causa della posizione anti-spagnola e filo-francese dell'autore. Le due parti furono pubblicate anni più tardi dalla tipografia Malatesta di Milano, in due volumi. Anche il terzo volume, che descrive gli eventi dal 1704 alla morte del Re Sole, fu pubblicato a Milano nel 1721.
Dopo ripetute richieste, nel 1708 gli fu finalmente concesso di pubblicare a Genova la prima parte degli "Annali della Repubblica di Genova". La pubblicazione del libro provocò le proteste di alcune famiglie patrizie, per le "imprudenze gravissime" del saggio. Tuttavia, a Casoni fu dato l'accesso agli archivi della repubblica, che gli permisero di completare il lavoro sugli annali. Lo storico aveva il permesso di utilizzare documenti d'archivio dal 1707 al 1721. Ciò gli permise di scrivere una monografia sulla peste nella Repubblica di Genova nel 1656-1657, che fu pubblicata solo nel 1831 con il titolo "I successi del contagio della Liguria negli anni 1656 e 1657". Nel gennaio 1721, la seconda parte dei suoi annali fu sottoposta a una notevole censura. Nel giugno dello stesso anno fu negata la pubblicazione del libro di Casoni, ma fu riconosciuto il diritto al titolo di patrizio ricevuto da suo nonno. Nel 1722, ottenne questo titolo per un figlio di tre anni, nato nel suo secondo matrimonio con Maria Caterina De Rioci, che Casoni aveva nel settembre del 1710. Prima della sua morte, lo storico era malato. Morì, per conseguenze di una malattia, senza riuscire a vedere l'edizione dei suoi annali, che furono pubblicati sono nel 1799.

## Opere
- Annali della repubblica di Genova del secolo decimo sesto
- Istoria di Lodovico il grande descritta da Filippo Casoni nobile genovese,
- Storia del bombardimento di Genova nell'anno 1684, libro inedito degli annali di Filippo Casoni. (Pubblicato da Achille Neri.)
- Vita del marchese Ambrogio Spinola l'espvgnator delle piazze.